# Tallapoosa (Georgia)
Tallapoosa è una città degli Stati Uniti d'America, situata in Georgia, nella Contea di Haralson.